# Krisztián Berki
Krisztián Berki (Budapeste, 18 de março de 1985) é um ginasta húngaro, que compete em provas de ginástica artística.
A primeira grande competição internacional de Berki foi o Campeonato Europeu de Liubliana, no qual encerrou com a medalha de bronze do cavalo com alças, após totalizar 9,700, 0,025 a menos que o vencedor, o romeno Ioan Suciu. Ao longo da carreira, arquivou quatro medalhas de ouro em campeonatos europeus, entre os anos de 2005 e 2009, e duas de prata em campeonatos mundiais, entre 2007 e 2009. Em etapas da Copa do Mundo, subiu ao pódio por nove vezes. Em 2012, com a nota 16,066 foi campeão olímpico no cavalo com alças.